# Cenaclul Victor Papilian
Cenaclul Victor Papilian este un cenaclu literar-artistic al cadrelor medicale din Transilvania înființat la Cluj în 1978.

## Istoric
Cenaclul a fost înființat în data de 17 ianuarie 1978, în ședința de COM (Consiliul Oamenilor Muncii), la inițiativa Președintelui Consiliului de Educație Politică și al activității Cultural – Sportive, din cadrul Spitalului Clinic Județean Cluj (Dr. Octavian Gr. Zegreanu). Cu ajutorul scriitorului Ion Arcaș și în colaborare cu Uniunea Scriitorilor filiala Cluj, s-a pus bazele legale ale înființării cenaclului care a primit numele de „Victor Papilian”.
Numele cenaclului este un omagiu adus Profesorului dr Victor Papilian, unul din marii profesori de anatomie umană din Cluj-Napoca, scriitor și animator al vieții cultural transilvane.  Activitatea cenaclului este axată în principal pe poezie și proză și adițional pictură, sculptură, teatru, muzică folk, brigăzi artistice, motaje literare și muzică populară.
Debutul literar a fost realizat în cadrul Ediției a II-a a Festivalului Național „Cântarea României” 1979, unde cenaclul a ajuns în faza județeană. Cenaclul a fost promovat de oameni de cultură și de știință clujeni: Acad. Prof. Dr. Doc Victor Preda, Acad. Augustin Z.N. Pop, Prof. Dr. Crișan Mircioiu, Dr. Narcis Bucur, Dr. Vancea Niculescu, Dr. Mircea Vasinca.
Componența cenaclului a fost heterogenă, cu cadrele medicale universitare, medici, biologi, psihologi, asistenți medicali, ziariști, profesori de liceu sau școală generală, matematicieni, informaticieni etc.
La ședințele cenaclului au participat de-a lungul timpului și scriitori, membrii ai flilialei Cluj a Uniunii Scriitorilor: Ștefan Damian, Ion Arcas, Doina Cetea, Aurel Grigore Zegreanu, Doina Moigrădean, Maria Racolța, Cornel Udrea, Ioana Sasu, Vasile Preda, Pavel Pitea, Viana Șerban, Radu Țuculescu și mulți alții.
În cenaclu s-au remarcat cadre medicale cu diferite preocupări artistice: Dorina Bugariu, psiholog principal la Laboratorul de Sănătate Mintalăla secțiunea pictură, Dr. Todea Sanda Liana, medic specialist reumatolog la Policlinica Studențească Cluj-Napoca la secțiunea poezie, Dr. Ruse Mircea medic primar medicina muncii la Spitalul de Boli Profesionale și Dr Pitea Pavel, medic primar interne la secțiunea proza, precum și creatori și soliști de muzică folk, recitatori și interpreți al textelor de brigadă și montaj: Corina Fekete, Stelian Cioroianu, Constantin Oprea, Vasile Radu, Maria Orzac, Mariana Gădălean, Mariana Varodi, Florin Mărghitaș, Rodica Rusu, Nif Zoița, Maia Vereștean, Alexandru Sângeorzan, Hoinărescu Vanda, George Timofte, Cornelia Salomie, Niculina Dogaru, Doina Scurtu, Zehan Anghel, s.a.m.d.
Dr. Octavian Gr. Zegreanu, biolog - toxicolog, jurist, scriitor (membru al Uniunii Scriitorilor din România), doctor în științe, a fost președintele cenaclului în perioada 1978-2005. 
Actualmente președintele cenaclului este Dr. Iustinian Gr. Zegreanu (fiul lui Octavian Zegreanu), medic specialist medicină de familie, medic specialist neurolog, doctor în științe medicale.

## Activitate
Programul de activitate a cenaclului  a cuprins: spectacole de poezie, spectacole de muzică, scenete, expoziții de grafică și de pictură, spectacole de teatru, emisiuni radio și TV. Întâlnirile s-au desfășurat în diferite locații, cum ar fi: amfiteatrele unor clinici, la sediul unor grădinițe, la diferite școli, la Casa de Cultură din Cluj-Napoca, la sediul Radio–Televiziunii Cluj sau în casele de cultură sau școlile comunelor învecinate: Tarnița, Someșul Cald, Măguri Răcătău, Stupini, în municipile Dej, Gherla, Turda, Câmpia Turzii.
În data de 12 februarie 1981 - în incinta Laboratorul de sănătate Mintală condus de dr. Traian Neanțu, s-a desfășurat una dintre cele mai importante ședințe de cenaclu la care au participat: Acad. Dr. Victor Preda, Conf. V.V. Papilian (fiul profesorului Victor Papilian), Prof Dr. Crișan Mircioiu, Rectorul Universității Populare Cluj-Napoca, (Membru al Academiei Medicale Române), Prof. Dumitru Dumitrașcu, Prof Comes Liviu etc.
Membrii cenaclul a fost prezenți în data de 5 mai 1979 la Radio Cluj, în emisiunea „Undă pentru inimă și literatură” (reporteri Traian Bradea și Radu Țuculescu), emisiune realizată cu ajutorul Muzeului de Istorie a Transilvaniei  sub îndrumarea Prof. Dr. Doc Augustin Z.N. Pop, închinată celui mai mare poet al românilor, Mihai Eminescu - la cerebrarea a 90 de ani de la trecerea sa în neființă.
- În anul 1980 împreună cu Prof. Dr. Ing. Pompiliu Manea administratorul firmei TEMCO (Tehno Electro Medical Company) membrii cenaclului au participat cu un recital de poezie și o expoziție de pictură, alături de o expoziție de aparatură medicală, iar la Biblioteca Spitalului Clinic Județean (fosta Policlinică 2, fostul Centrul de Diagnostic și Tratament, actualmente Ambulatorul Integrat al Spitalului de Boli Infecțioase) din Cluj- Napoca condusă de Doina Manea cenaclul a ținut deschisă o expoziție deschisă de pictură alături de un recital de poezie și de muzică.
- În anul 1980 la Casa Municipală de Cultură din Cluj-Napoca membrii cenaclului au participat la un spectacol dedicat partidului și patriei socialiste, „NOI FIII TĂI DE SÂNGE ȘI DE CREZ”, alături de membrii altor cenacluri literare - Cenaclul „Excelsior", Cenaclul „Pavel Dan" (Turda), Cenaclul „Octavian Goga".
- Cenaclul a păstrat o legătură strânsă cu celelalte cenacluri din oraș și din județ – cenaclul „Octavian Goga” a cadrelor didactice din Cluj-Napoca, cenaclul „Nicolae Tăutu" și cenaclul „Lucian Blaga” din Gherla, cenaclul „Pavel Dan” din Turda, etc.  O mare parte din membrii acestor cenacluri au acordat  colaborarea, sprijinul și popularizarea în presa literară: Maria Racolța, Valeriu Varvarii, Ion Hentea, Vladimir Cinezan, Iuliu Pârvu, Mircea Goga, Vasile Preda, Maria Baciu, Teodor Capotă, Constanța Prundeanu, Doina Mihoc, Stefam Miluț, Teodor Mihadaș, etc.
- In anul 1983 lui Ion Haitonic în realizează o expoziție sculptură, statui expuse actualmente în curtea fostei Policlinici 2; iar d-na Psih. Doina Bugariu, d-na Dr. Sanda Todea, economist Ioan Dobrin, psiholog Norica Sebastiana Moise realizează o expoziție de pictură pe holurile Policlinicii 2.
- În anul 1985 apare volumul „Omagiul Patriei”, culegere de versuri, în care sunt cuprinse creațiile la o parte din membri cenaclului „Victor Papilian”, inclusiv acordarea premiului I, D-lui Dr. Octavian Zegreanu, președintele cenaclului, la Festivalul Național Cântarea României, etapa VI-a, anul   1985 – 1987.
- În anul 1986 sub egida Comitetului Județean de Cultură și Educație Socialistă, Uniunea Scriitorilor filiala Cluj-Napoca, Centrului de Îndrumare a Creației populare și a mișcării artistice de masă și a Cenaclului „Victor Papilan” a cadrelor medicale din Cluj-Napoca s-a desfășurat zilele Octavian Goga la care au participat numeroși membrii ai cenaclurilor literare și scriitori profesioniști reprezentați ai revistelor literare „Astra”, „Vatra”, „Convorbiri Literare”.
- În anul 1988 un comitet  format din Prof. Crișan Mircioiu, Prof. G.N. Ionescu, Dr. Cornelia Papilian, Prof. Mircea Popa, Dr. Octavian Zegreanu, publică volumul „Omagiu Victor Papilian, 100 ani de la naștere, culegere de evocări, comentarii, mărturii, comunicări". Institutul de Medicină și Farmacie Cluj-Napoca, inscripția din Istoria Medicinii, Litografia I.M.F. Cluj-Napoca.
- În anul 1990 la inițiativa președintelui Dr. Octavian Zegreanu și a celor doi vicepreședinți Dr. Florea Marin și Dr. Crișan Mircioiu, membrii cenaclului „Victor Papilian”, au montat pe mormântul Prof. Dr. Victor Papilian din Cimitirul Central din Cluj-Napoca, o placă de marmură, pe care scrie simplu „Victor Papilian luptător anticomunist”.
- În anul 1990, cenaclul s-a înregistrat oficial ca un cenaclu de literatură activ afiliat Uniunii Scriitorilor, prin depunerea Statutului de constituire și de funcționare, (președinte Dr. Octavian Gr. Zegreanu, vicepreședinți Prof. Dr. Crișan Mircioiu, Prof. Dr. Florea Marin, secretar de cenaclu. Prof. Dr. Ștefania Kory Calomfirescu).
- În anul 1994 cenaclul s-a afiliat la Societatea Medicilor Scriitori și Publiciști din România, cu sediul la București, aflat sub conducerea D-lui Prof. Univ. Dr. C.D. Zeletin
- În anul 1998 membrii cenaclului participă la o întâlnire literară la Casa de Cultură din Câmpia Turzii, împreună cu alți scriitori – Ion Pop, Dumitru Cerna, Persida Rugu, Cornelia Cociș și alți membrii ai cenaclului “Octavian Goga din Cluj – Napoca.
- În anul 1998 membrii cenaclului „Victor Papilian” împreună cu membrii filialei Cluj a Uniunii Scriitorilor participă la dezvelirea unei plăci comemorative Aurel Ghiurghianu de pe str. Napoca.
- În anul 2002 apare „Repertoariul cenaclurilor literare din Cluj-Napoca”, editat de Consiliului Județean Cluj și Centrul de Conservare și Valorificare a Creației Populare Cluj, în care la pagina 19 și 20 este amintit cenaclul „Victor Papilian”.
- În anul 2004 (30 ianuarie) președintele Cenaclului „Victor Papilian” este ales Dr. Iustinian Gr. Zegreanu
- În luna iunie 2008 în cadrul galelor Artă – Medicină – Cultură s-au sărbătorit 120 de ani de la nașterea lui Victor Papilian, la Teatrul Național. Ideea sărbătoririi lui Victor Papilian la 120 ani de la naștere, s-a datorat Prof. Ionel Albu, la care s-au adăugat Prof. Crișan Mircioiu, Prof. Constantin Cubleșan, Prof. Mircea Popa, Dr. Zegreanu Iustinian. Tot în aceea perioadă a apărut și un nou număr al revistei „Astra Clujeană” numărul V, nr. 1 – 2 ,(2008), editată de Despărțământul Cluj al Astrei, număr omagial „Victor Papilian 120 de ani de la naștere”, datorat în întregime D-lui Prof. Mircea Popa și cunoscutului arhivist Vasile Lechințan și în care pe lângă articolul „Victor Papilian redescoperrit”, apar mai multe conferințe și nuvele inedite de a lui Victor Papilian.
- În anul 2009 în luna noiembrie Cenaclul  „Victor Papilian”, împreună cu Catedra de Istorie a Medicinii, Universitate de Medicină și Farmacie Iuliu Hațieganu din Cluj-Napoca și Spitalul Militar „Constantin Papilian” din Cluj-Napoca organizează un Simpozion omagial „Rolul formativ al familiei Papilian în medicina și cultura românească”, ținut la Catedra de Anatomie Umană de pe strada Clinicilor 3 – 5, cu ocazia împlinirii a 90 de ani de învățământ medical românesc la Cluj - Napoca . În cursul Simpozionului s-a prezentat activitatea lui Victor Papilian în domeniul medical, literar și de teatru . Au luat cuvântul Prof Ioan Albu, colaborator de a lui Victor Papilian, Prof Mircea Popa,  Prof. Constantin Cubleșan, Dr. Zegreanu Iustinian, Conf. Bârsu Cristian, Prof Dumitru Dumitrașcu. Simpozionul a fost urmat de  un Colocviu „Victor Papilian, omul și opera”, ținut la Cercul Militar, s-au interpretat mici fragmente din opera și viața lui Victor Papilian de către directorul Cercului Militar, actorul Mirel Ovidiu Rusu. Au luat cuvântul Prof Ioan Albu, IPS Mitropolit Bartolomeu Anania, Prof. Sandu Bologa,  Dr. Zegreanu Iustinian, Conf. Bârsu Cristian, Dr. Baltaru Doina, Dr. Dinu Dumitrașcu.

## Cărțile cenaclului
- În anul 1993 apare volumul „Și pentru noi”, la Casa de Editură Dokia, cu o prefață de Prof. Crișan Mircioiu și Radu Crețu
- În anul 1995 apare volumul  de cenaclu „Într-o vreme”, la Casa de Editura Dokia, cu o prefață de Prof. Constantin Dimoftache Zeletin, președintele Societății Medicilor Scriitori și Publiciști din România – București și postfață de Prof. Radu Crețu.
- În anul 2000 apare volumul „Pe masa de lucru”, la Editura Motiv, cu o prefață de Prof. Călin Manilici.
- În anul 2004, apare volumul  „Chemarea amintirii", Editura Napoca Star, cu o prefață de Dr. Iustinian Gr. Zegreanu și postfața de Dr. Alexandru Trifan.
- În anul 2006 apare volumul „Sub curcubeul stelelor de acasă", Editura Napoca Star, cu o prefață de Dr. Iustinian Zegreanu.
- În anul 2008 apare volumul „Izvărâtorii de spranțe", Editura Napoca Star, cu prefață de Dr. Iustinian Gr. Zegreanu.
- În anul 2010 apare volumul „Ceara stinselor tăceri", Editura Napoca Star, prefață de Dr. Iustinian Gr. Zegreanu

## Membrii cenaclului
Albu Eugen; 
Câmpean Remus; 
Floarea Mariana; 
Florea Marin;
Kory Calomfirescu Ștefania; 
Kory Mercea Marilena; 
Kory Mercea Bogdan; 
Florea Marin; 
Mircoiu Crișan; 
Nicoară Eugenia; 
Marinescu Ioan; 
Tudoș Ana Maria; 
Fekete Corina; Cioroianu Stelian; Oprea Constantin; Radu Vasile; Orzac Maria; Gădălean Mariana; Varodi Mariana; Varodi Tiberiu; Mărghitaș Florin; Rusu Rodica; Zoița Nif; Vereștean Maia; Sângeorzan Alexandru; Hoinărescu Vanda; Timofte George; Salomie Cornelia; Dogaru Niculina; Scurtu Doina; Scurtu Candet; Zehan Anghel; Zegreanu Octavian; Zegreanu Iustinian; Narcis Bucur; Vancea Niculescu; Mircea Vasinca; Liviu Comes, Ruse Mircea; Bugariu Dorina, Haitonic Traian și mulți alții pe care nu au fost amintiți, deoarece timpul i-a trecut în uitare, multe din documentele de la începuturile funcționării cenaclului fiind pierdute.